# بخش پدوکوتائی
بخش پدوکوتائی (به انگلیسی: Pudukkottai district) یک بخش در هند است که در تامیل نادو واقع شده‌است. بخش پدوکوتائی ۴٬۶۶۳ کیلومتر مربع مساحت و ۱٬۶۱۸٬۳۴۵ نفر جمعیت دارد.